# 東和田岳張
東和田 岳張（ひがしわだ たけはる、8月7日 - ）は、日本のモデル、ヘアメイクアップアーティスト、美容師、実業家。FXトレーダーで個人投資家。兵庫県神戸市在住。愛称は、六甲のプリンス、TAKEHARUさん。身長180cm。

## 略歴
2007年以降に、「VOUGE NIPPON（現VOGUE JAPAN）」の特別モデルに抜擢される。「美しき美の革命家」「神の手を持つカリスマ」などの代名詞で誌面を賑わせる。
2010年に、ロサンゼルスを足がかりに、海外でアーティスト活動を開始する。
全国誌、「an・an」などにおいて、読者の選ぶカリスマヘアデザイナー・関西エリア第1位に選出される。全国エリアでも過去グランプリに輝いている。媚びない個性を求めるコアなファンが、近畿圏を中心に全国に存在している。海外在住の支持者も多い。
2012年9月から、プロフェッショナル出版の執筆活動を始動する。書籍と映像を結びつけるプロモーションを積極的に行っている。
2013年11月にオンエアされた、中央エフエム ラジオシティ 東京「PIN・UP」に出演の際に“アジアのカリスマ”のキャッチフレーズで紹介されている。
2014年8月に著書『反逆の魂』を出版する。
2019年3月に、FX専業トレーダーとしてデビュー。
2023年7月現在、米ドル/円専門トレーダーとして、国内外の有名FX会社、数社から取材、セミナー出演などオファー多数。

## 人物
自ら運営する、HIGASHIWADAプロモーション所属。
17歳でスカウトされて、モデルデビュー。23歳で兵庫県神戸市に「MANEAX co., ltd.」を設立する。大物女優や有名プロアスリートなど各界の著名人からも絶大な信頼を誇る、カリスマ美容師として国内外で認知されている。「an・an」・「JJ」・「ViVi」・「VOGUE JAPAN」などファッション誌、美容専門誌にヘアスタイルを多数発表している。
パッと人を惹きつける魅惑的なオーラ。圧倒的なカリスマ性。確固たる美へのこだわりと揺るぎなき信念。安定してハイクオリティーを実現する行動力と、人間の素直な感情をストレートに表現する姿勢に、老若男女を問わず幅広い層のフリークを虜にしている。
また、デビューして間もない頃からマダムキラーとしても名高いという。政財界や芸能界からの人気も高く、著名な政治家や実業家、多くのタレントも、「彼の手でしかヘアカットやヘアメイクをされたくない」と主張しているという。モデルとしても、国内外のファッション雑誌や広告などで幅広く活動している。
各テレビ局から様々な出演オファーを受けているが、実際の出演は極めて少ない。「無闇にテレビ出演を承諾するというスタンスはNOサンキュー！」という持論をもつ。ラジオ出演は比較的に多い。単純に「トークそのものを楽しみたい」という理由からだという。
「過去に囚われず、自由に変化を楽しむ」というマイポリシーをもつ。ライバルは他人ではなく「未来の自分」としている。形に囚われず、海外に向けてグローバルにヘアモードなどのプロモーションを発信し続けている。
兵庫県神戸市を活動の拠点とし、国内外にトレンド・カルチャーを発信させるスタンスを継続させている。地元・神戸の地域産業の活性化にも尽力していきたいと語る。東京・LAをプロモーションの場として活用し、サロンワーク以外の活動の主戦場としているという。
仕事は趣味であり、シンプルに「ルールのある遊び」だという。魅力溢れる異性から支持を受ける、美容ビジネスは天職だという。30代後半からは、『魔性の男』を目標としているという。「圧倒的・無敵」「唯一無二」などをキーワードとして、パーソナルプロデュースを行っているという。「夢」と「現実」を両立させることをミッションとしている。

## 趣味・趣向
- 尊敬する人物：両親
- 好きな人：センスがあって面白い人
- 好きな作家：松本清張（自身が尊敬する父親が命名してくれた、本名の由来だという)
- 少年の頃の憧れの女性：麻衣マチコ（まいっちんぐマチコ先生）
- 好きな色：ブラック、シルバー、ゴールド、パープル、レッド
- 好きな食べ物：日本料理
- 好きな車：フェラーリ・テスタロッサ　フェアレディZ Z32
- 最近（2014年）記憶に残った映画やドラマ：ヤヌスの鏡
- 好きな言葉：「平常心」「理解することは許すこと」「夢」
- 座右の銘：「反省するけど、全く後悔しない」[10]

## 著書
- 東和田岳張『反逆の魂』パブラボ、2014年8月。ISBN 9784434190056。